# Vörösvágás
Vörösvágás (szlovákul: Červenica) község Szlovákiában, az Eperjesi kerület Eperjesi járásában.

## Fekvése
Eperjestől 25 km-re délkeletre fekszik.

## Története
A települést a 14. században a német jog alapján alapították. Első írásos említése 1427-ben az adóösszeírásban „Vereswagas” alakban történt, amikor 62 portája adózott. A 16. és a 18. század között határában higanyt bányásztak. A 18. században a kincstár tulajdona. A 18. századtól 1922-ig határában opált bányásztak. 1787-ben 69 házában 503 lakos élt. A 18. század végén határában kiterjedt tűlevelű erdők és halastavak voltak.
A 18. század végén Vályi András így ír róla: „VÖRÖSVÁGÁS. Cservenicza. Tót falu Sáros Várm. földes Ura a’ Kir. Kamara, lakosai többfélék, fekszik Eperjeshez 1 1/4 mértföldnyire; határja néhol nehezen míveltetik, de jó, legelője, erdeje, és réttye elég van, Opál kövek is találtatnak vidékjén.”
1828-ban 70 háza és 536 lakosa volt. Lakói mezőgazdasággal, erdei munkákkal foglalkoztak, illetve az opálbányában dolgoztak.
Fényes Elek 1851-ben kiadott geográfiai szótárában így ír a faluról: „Vörösvágás, (Cservenicza), Sáros v. tót f. Eperjeshez dél-keletre 2 1/2 mfld. 147 romai, 40 g. kath., 329 evang., 5 zsidó lak. Kath. paroch. templom. Nagy erdő. Sok pisztrang. F. u. a kamara. Ezen helységet egész Europában nevezetessé teszi opálbányája, mellyben igen szép s különféle szineket játszó nemes opalkő ásatik, melly talán az egész világon legszebb.”
Hitelszövetkezetét 1910-ben alapították.1920 előtt Sáros vármegye Lemesi járásához tartozott.
A háború után lakói Eperjes és Kassa üzemeiben dolgoztak.

## Népessége
| Év:            | 1994. | 2004.    | 2014.    | 2024.    |
| -------------- | ----- | -------- | -------- | -------- |
| Emberek száma: | 585   | 759      | 918      | 1099     |
| Eltérés:       |       | +29,74 % | +20,94 % | +19,71 % |

| Év:            | 2023. | 2024.   |
| -------------- | ----- | ------- |
| Emberek száma: | 1093  | 1099    |
| Eltérés:       |       | +0,54 % |

1910-ben 576-an, többségében szlovák anyanyelvűek lakták, jelentős magyar kisebbséggel.
2001-ben 706 lakosából 484 szlovák és 220 cigány volt.
2011-ben 883 lakosából 497 szlovák és 354 cigány volt.

## Nevezetességei
- Római katolikus temploma eredetileg a 14. században gótikus stílusban épült, 1733-ban és 1809-ben átépítették.
- Szlovákiai opálbányák[5]